# Mongolicae Legationis Commentarius
El Mongolicae Legationis Commentarius (Embajador ante la corte del Gran Mogol) es un libro de viajes escrito por el jesuita de Vic, Antoni Montserrat entre 1589 y 1600, en el que se describen las vicisitudes vividas durante los viajes que realizó el autor cuando fue enviado como embajador. a la corte del gran mogol.En su relato, Montserrat registra las vivencias, los pueblos, las culturas y la geografía que pudo observar en su viaje desde la capital del Imperio mogol, Fatehpur Sikri, hasta Afganistán, pasando por los actuales estados indios de Cachemira, Himachal . Pradesh, Jammu, la región de Punjab, Pakistán o las cordilleras del Himalaya y el Hindu Kush .
El libro es de gran interés porque da noticias por primera vez de regiones, etnias, religiones, culturas y tradiciones desconocidas hasta entonces en Occidente, como las del Himalaya, que precisamente motivaron la expedición portuguesa de António de Andrade al Tíbet. - el primer europeo - en 1624.
El Mongolicae Legationis Commentarius se complementa con un mapa en miniatura ampliamente reconocido por su gran valor y precisión, que le dio validez hasta el segle xix y es considerado el autor del primer mapa de tejados del mundo. Aunque generalmente se le conoce como el “Mapa del Himalaya”, lo cierto es que Montserrat da descripciones mucho más extensas que incluyen India, Pakistán, Afganistán y Tíbet.
En 1582, Montserrat regresó a Goa, donde comenzó a escribir la crónica en latín, que terminó tras ser liberado de su cautiverio, terminándola poco antes de su muerte. No está claro si Montserrat escribió el libro en latín o en portugués -como Relaçam de Equebar, rei dos mogoras-, aunque sólo ha sobrevivido una versión latina.